# 422 Berolina
422 Berolina è un asteroide della fascia principale. Scoperto nel 1896, presenta un'orbita caratterizzata da un semiasse maggiore pari a 2,2285087 UA e da un'eccentricità di 0,2139556, inclinata di 4,99652° rispetto all'eclittica.
L'asteroide è dedicato al nome in latino della città tedesca di Berlino.